# Communauté de communes du Goulet-Mont Lozère
La communauté de communes du Goulet-Mont Lozère est une ancienne communauté de communes française, située dans le département de la Lozère et la région Occitanie.

## Historique
Elle est créée le 1er janvier 2001.
Le schéma départemental de coopération intercommunale, arrêté par le préfet de la Lozère le 29 mars 2016, prévoit la fusion de la communauté de communes du Goulet-Mont Lozère avec la communauté de communes de Villefort, une partie de la communauté de communes du Valdonnez (Brenoux, Lanuéjols et Saint-Étienne-du-Valdonnez), une partie de la communauté de communes du canton de Châteauneuf-de-Randon (Laubert et Montbel) et les communes gardoises de Malons-et-Elze et Ponteils-et-Brésis à partir du 1er janvier 2017.
Le 1er janvier 2017, la communauté de communes rejoint la communauté de communes Mont-Lozère.

## Territoire communautaire

### Composition
Elle était composée des douze communes suivantes :
| Nom                     | Code Insee | Gentilé         | Superficie (km2) | Population (dernière pop. légale) | Densité (hab./km2) |
| ----------------------- | ---------- | --------------- | ---------------- | --------------------------------- | ------------------ |
| Le Bleymard (siège)     | 48027      | Bleymardois     | 16,36            | 377 (2014)                        | 23                 |
| Allenc                  | 48003      | Allencois       | 38,58            | 227 (2014)                        | 5,9                |
| Bagnols-les-Bains       | 48014      | Bagnolais       | 2,40             | 209 (2014)                        | 87                 |
| Belvezet                | 48023      | Belvezétois     | 12,39            | 88 (2014)                         | 7,1                |
| Chadenet                | 48037      | Chadenetiens    | 12,96            | 92 (2014)                         | 7,1                |
| Chasseradès             | 48040      | Chasseradessois | 61,93            | 144 (2014)                        | 2,3                |
| Cubières                | 48053      | Cubiériens      | 48,88            | 154 (2014)                        | 3,2                |
| Cubiérettes             | 48054      | Cubiérettois    | 11,34            | 54 (2014)                         | 4,8                |
| Mas-d'Orcières          | 48093      | Masorciérois    | 36,56            | 110 (2014)                        | 3                  |
| Saint-Frézal-d'Albuges  | 48151      | Frézaliens      | 17,20            | 64 (2014)                         | 3,7                |
| Sainte-Hélène           | 48157      | Sainte-Hélénois | 6,73             | 81 (2014)                         | 12                 |
| Saint-Julien-du-Tournel | 48164      | Tournelois      | 36,57            | 123 (2014)                        | 3,4                |

### Démographie
| 2007  | 2011  | 2012  | 2013  |
| ----- | ----- | ----- | ----- |
| 1 433 | 1 790 | 1 767 | 1 734 |

## Administration

### Présidence
| Période                                  | Période  | Identité      | Étiquette | Qualité |
| ---------------------------------------- | -------- | ------------- | --------- | ------- |
| Les données manquantes sont à compléter. |          |               |           |         |
|                                          | 2014     | Jacky Ferrier | DVD       |         |
| 2014                                     | En cours | Pascal Beaury | SE        |         |